# SELF CONTROL
Self Control은 2004년 2월 17일에 발매된 엄정화의 8번째 정규 앨범이다. 발매 이전부터 압구정 모 클럽 등지에서 쇼케이스를 가졌다. 이 앨범의 전체적인 총괄 프로듀싱은 피아니스트 겸 작곡가로 활동하고 있는 정재형이 맡았으며, 음반은 SELF SIDE와 CONTROL SIDE 2장으로 나누어 디지팩 형식으로 출반하였다.

## 트랙리스트
- SELF SIDE

1. Everything Is Changed (Intro)
2. Eternity
3. Flying
4. Union Of The Snake
5. Love Me
6. 지금도 널 바라보며
7. In This Rain
8. 봄
9. Eternity (Electronic Bossa Mixed By Uru)

- CONTROL SIDE

1. Eros
2. Good-Bye My Love
3. Crush
4. 아닌가요
5. 신데렐라
6. 미안해
7. 우리 다시
8. 딜레마 (Dilemma)
9. 사랑은, 미친 짓이다
10. Boy
11. Wacko